# PlusLiga Kobiet (2009/2010)
PlusLiga Kobiet 2009/2010 – organizowane przez Profesjonalną Ligę Piłki Siatkowej SA (PLPS SA) zmagania najwyższej w hierarchii klasy żeńskich ligowych rozgrywek siatkarskich w Polsce, będących jednocześnie najwyższym szczeblem centralnym (I poziom ligowy). Toczone systemem kołowym z fazą play-off i play-out na zakończenie sezonu i przeznaczone dla 10 najlepszych polskich klubów piłki siatkowej. 74. edycja rozgrywek o tytuł Mistrzyń Polski, po raz 5. prowadzona w formie ligi zawodowej.

## System rozgrywek
- Etap I – dwurundowa faza zasadnicza, przeprowadzona w formule ligowej, systemem kołowym (tj. „każdy z każdym – mecz i rewanż”);
- Etap II – faza play-off (3 rundy).

## Drużyny uczestniczące
| \| \| Uczestnicy poprzedniej edycji \| \| \| \| --------------------------------------------------------------------------------------------------------------------------------------------------------------------------------- \| ----------------------------- \| - \| --- \| \| MUS \| Muszynianka Fakro Muszyna \| 1 \| LM \| \| BIE \| BKS Aluprof Bielsko-Biała \| 2 \| LM \| \| PIŁ \| PTPS Piła \| 3 \| CEV \| \| BYD \| Centrostal Bydgoszcz \| 4 \| CEV \| \| DĄB \| MKS Dąbrowa Górnicza \| 5 \| LM \| \| WRO \| Impel Gwardia Wrocław \| 6 \| PCh \| \| BIA \| Pronar AZS Białystok \| 7 \| \| \| GDA \| Gedania Żukowo \| 8 \| \| \| MIE \| Stal Mielec \| 9 \| \| \| \| Awans z I ligi \| \| \| \| ŁÓD \| Organika Budowlani Łódź \| 1 \| \| \| Oznaczenia: - kolumna pierwsza – skróty nazw drużyn wpisane na mapie (jeśli ta została zamieszczona), - kolumna trzecia – miejsce zajęte przez daną drużynę w poprzednim sezonie. \| \| \| \| | BIEWROŁÓDMIEBYDPIŁDĄBBIAMUSGDA Lokalizacja klubów |   |     |
| | Uczestnicy poprzedniej edycji                     |   |     |
| MUS | Muszynianka Fakro Muszyna                         | 1 | LM  |
| BIE | BKS Aluprof Bielsko-Biała                         | 2 | LM  |
| PIŁ | PTPS Piła                                         | 3 | CEV |
| BYD | Centrostal Bydgoszcz                              | 4 | CEV |
| DĄB | MKS Dąbrowa Górnicza                              | 5 | LM  |
| WRO | Impel Gwardia Wrocław                             | 6 | PCh |
| BIA | Pronar AZS Białystok                              | 7 |     |
| GDA | Gedania Żukowo                                    | 8 |     |
| MIE | Stal Mielec                                       | 9 |     |
| | Awans z I ligi                                    |   |     |
| ŁÓD | Organika Budowlani Łódź                           | 1 |     |
| Oznaczenia: - kolumna pierwsza – skróty nazw drużyn wpisane na mapie (jeśli ta została zamieszczona), - kolumna trzecia – miejsce zajęte przez daną drużynę w poprzednim sezonie. |                                                   |   |     |

## Rozgrywki

### Faza zasadnicza

#### Tabela wyników
| Gospodarz \ Gość1         | BIE | MUS | DĄB | ŁÓD | PIŁ | BIA | BYD | WRO | MIE | GDA |
| ------------------------- | --- | --- | --- | --- | --- | --- | --- | --- | --- | --- |
| BKS Aluprof Bielsko-Biała | -   | 3:1 | 3:0 | 3:0 | 3:1 | 3:0 | 3:2 | 3:0 | 3:0 | 3:0 |
| Muszynianka Muszyna       | 3:1 | -   | 2:3 | 3:1 | 3:0 | 3:1 | 3:0 | 3:2 | 3:0 | 3:0 |
| MKS Dąbrowa Górnicza      | 2:3 | 3:0 | -   | 0:3 | 3:2 | 3:0 | 0:3 | 2:3 | 3:0 | 3:0 |
| Organika Budowlani Łódź   | 1:3 | 1:3 | 3:2 | -   | 3:2 | 1:3 | 3:0 | 3:1 | 2:3 | 3:0 |
| PTPS Piła                 | 1:3 | 1:3 | 3:1 | 1:3 | -   | 1:3 | 3:1 | 2:3 | 3:2 | 3:0 |
| Pronar AZS Białystok      | 0:3 | 0:3 | 0:3 | 2:3 | 3:1 | -   | 2:3 | 3:2 | 3:0 | 3:0 |
| Centrostal Bydgoszcz      | 2:3 | 1:3 | 1:3 | 0:3 | 1:3 | 3:0 | -   | 2:3 | 3:1 | 3:0 |
| Gwardia Wrocław           | 1:3 | 0:3 | 3:2 | 1:3 | 1:3 | 3:1 | 2:3 | -   | 2:3 | 3:1 |
| Stal Mielec               | 1:3 | 0:3 | 1:3 | 3:0 | 0:3 | 3:2 | 3:0 | 3:2 | -   | 3:1 |
| Gedania Żukowo            | 0:3 | 0:3 | 0:3 | 0:3 | 0:3 | 1:3 | 0:3 | 0:3 | 0:3 | -   |

Źródło: http://wyniki.siatka.org/ligi-polskie/2009-2010/liga-siatkowki-kobiet/runda-zasadnicza/all
1 Drużyna gospodarzy jest wymieniona po lewej stronie tabeli.
Kolory:
  zwycięstwo gospodarzy 3:0 lub 3:1
  zwycięstwo gospodarzy 3:2
  zwycięstwo gości 3:0 lub 3:1
  zwycięstwo gości 3:2

#### Terminarz i wyniki
|  |  | 1. kolejka |  |
|  |  | ---------- |  |

| 24.10.2009 | BKS Aluprof Bielsko-Biała | 3:0 (25:12, 25:17, 25:20) | KPSK Stal Mielec |

| 24.10.2009 | PTPS Piła | 3:0 (25:10, 25:15, 25:17) | Gedania Żukowo |

| 24.10.2009 | Centrostal Bydgoszcz | 3:0 (25:14, 27:25, 25:9) | Pronar Zeto Astwa AZS Białystok |

| 25.10.2009 | Organika Budowlani Łódź | 1:3 (28:26, 23:25, 13:25, 12:25) | Bank BPS Muszynianka Fakro Muszyna |

| 26.10.2009 | Enion Energia MKS Dąbrowa Górnicza | 2:3 (25:21, 17:25, 25:15, 22:25, 10:15) | Impel Gwardia Wrocław |

|  |  | 2. kolejka |  |
|  |  | ---------- |  |

| 28.10.2009 | Gedania Żukowo | 0:3 (13:25, 22:25, 11:25) | Centrostal Bydgoszcz |

| 28.10.2009 | KPSK Stal Mielec | 0:3 (23:25, 21:25, 22:25) | PTPS Piła |

| 29.10.2009 | Bank BPS Muszynianka Fakro Muszyna | 3:1 (24:26, 25:20, 25:23, 27:25) | BKS Aluprof Bielsko-Biała |

| 30.10.2009 | Organika Budowlani Łódź | 3:1 (25:19, 19:25, 25:19, 25:16) | Impel Gwardia Wrocław |

| 30.10.2009 | Pronar Zeto Astwa AZS Białystok | 0:3 (27:29, 14:25, 23:25) | Enion Energia MKS Dąbrowa Górnicza |

|  |  | 3. kolejka |  |
|  |  | ---------- |  |

| 6.11.2009 | BKS Aluprof Bielsko-Biała | 3:0 (25:18, 25:15, 25:19) | Organika Budowlani Łódź |

| 7.11.2009 | Centrostal Bydgoszcz | 3:1 (22:25, 25:17, 25:23, 25:23) | KPSK Stal Mielec |

| 7.11.2009 | Enion Energia MKS Dąbrowa Górnicza | 3:0 (25:17, 25:17, 25:15) | Gedania Żukowo |

| 7.11.2009 | Impel Gwardia Wrocław | 3:1 (25:21, 25:22, 23:25, 25:23) | Pronar Zeto Astwa AZS Białystok |

| 8.11.2009 | PTPS Piła | 1:3 (13:25, 20:25, 25:21, 17:25) | Bank BPS Muszynianka Fakro Muszyna |

|  |  | 4. kolejka |  |
|  |  | ---------- |  |

| 13.11.2009 | Gedania Żukowo | 0:3 (22:25, 21:25, 13:25) | Impel Gwardia Wrocław |

| 14.11.2009 | Bank BPS Muszynianka Fakro Muszyna | 3:0 (26:24, 25:22, 25:20) | Centrostal Bydgoszcz |

| 14.11.2009 | Organika Budowlani Łódź | 1:3 (23:25, 25:13, 28:30, 20:25) | Pronar Zeto Astwa AZS Białystok |

| 15.11.2009 | BKS Aluprof Bielsko-Biała | 3:1 (23:25, 25:23, 25:23, 25:14) | PTPS Piła |

| 16.11.2009 | KPSK Stal Mielec | 1:3 (25:21, 16:25, 25:27, 14:25) | Enion Energia MKS Dąbrowa Górnicza |

|  |  | 5. kolejka |  |
|  |  | ---------- |  |

| 17.11.2009 | Pronar Zeto Astwa AZS Białystok | 3:0 (25:19, 25:20, 25:15) | Gedania Żukowo |

| 18.11.2009 | PTPS Piła | 1:3 (26:24, 27:29, 22:25, 22:25) | Organika Budowlani Łódź |

| 18.11.2009 | Centrostal Bydgoszcz | 2:3 (27:25, 25:19, 24:26, 10:25, 10:15) | BKS Aluprof Bielsko-Biała |

| 18.11.2009 | Enion Energia MKS Dąbrowa Górnicza | 3:0 (25:17, 27:25, 25:17) | Bank BPS Muszynianka Fakro Muszyna |

| 18.11.2009 | KPSK Stal Mielec | 3:2 (25:11, 22:25, 25:13, 25:27, 15:10) | Impel Gwardia Wrocław |

|  |  | 6. kolejka |  |
|  |  | ---------- |  |

| 20.11.2009 | KPSK Stal Mielec | 3:2 (25:19, 18:25, 24:26, 25:21, 15:6) | Pronar Zeto Astwa AZS Białystok |

| 21.11.2009 | BKS Aluprof Bielsko-Biała | 3:0 (25:14, 25:15, 25:11) | Enion Energia MKS Dąbrowa Górnicza |

| 21.11.2009 | Bank BPS Muszynianka Fakro Muszyna | 3:2 (25:23, 23:25, 22:25, 25:14, 15:11) | Impel Gwardia Wrocław |

| 22.11.2009 | PTPS Piła | 3:1 (25:19, 26:28, 25:19, 25:11) | Centrostal Bydgoszcz |

| 23.11.2009 | Organika Budowlani Łódź | 3:0 (25:17, 25:20, 25:21) | Gedania Żukowo |

|  |  | 7. kolejka |  |
|  |  | ---------- |  |

| 27.11.2009 | Impel Gwardia Wrocław | 1:3 (27:25, 20:25, 11:25, 20:25) | BKS Aluprof Bielsko-Biała |

| 27.11.2009 | Pronar Zeto Astwa AZS Białystok | 0:3 (14:25, 22:25, 22:25) | Bank BPS Muszynianka Fakro Muszyna |

| 28.11.2009 | Enion Energia MKS Dąbrowa Górnicza | 3:2 (25:17, 19:25, 25:17, 28:30, 15:13) | PTPS Piła |

| 29.11.2009 | Centrostal Bydgoszcz | 0:3 (16:25, 17:25, 22:25) | Organika Budowlani Łódź |

| 30.11.2009 | Gedania Żukowo | 0:3 (14:25, 14:25, 22:25) | KPSK Stal Mielec |

|  |  | 8. kolejka |  |
|  |  | ---------- |  |

| 4.12.2009 | PTPS Piła | 2:3 (25:27, 17:25, 25:13, 25:22, 11:15) | Impel Gwardia Wrocław |

| 5.12.2009 | Bank BPS Muszynianka Fakro Muszyna | 3:0 (25:16, 25:14, 25:11) | Gedania Żukowo |

| 5.12.2009 | BKS Aluprof Bielsko-Biała | 3:0 (25:14, 25:16, 25:19) | Pronar Zeto Astwa AZS Białystok |

| 6.12.2009 | Centrostal Bydgoszcz | 1:3 (25:20, 11:25, 24:26, 20:25) | Enion Energia MKS Dąbrowa Górnicza |

| 7.12.2009 | Organika Budowlani Łódź | 2:3 (25:20, 20:25, 20:25, 25:23, 7:15) | KPSK Stal Mielec |

|  |  | 9. kolejka |  |
|  |  | ---------- |  |

| 11.12.2009 | Enion Energia MKS Dąbrowa Górnicza | 0:3 (16:25, 15:25, 15:25) | Organika Budowlani Łódź |

| 12.12.2009 | Gedania Żukowo | 0:3 (23:25, 13:25, 17:25) | BKS Aluprof Bielsko-Biała |

| 13.12.2009 | Impel Gwardia Wrocław | 2:3 (19:25, 25:14, 24:26, 25:15, 14:16) | Centrostal Bydgoszcz |

| 13.12.2009 | Pronar Zeto Astwa AZS Białystok | 3:1 (25:16, 27:25, 19:25, 25:21) | PTPS Piła |

| 22.12.2009 | KPSK Stal Mielec | 0:3 (15:25, 23:25, 17:25) | Bank BPS Muszynianka Fakro Muszyna |

|  |  | 10. kolejka |  |
|  |  | ----------- |  |

| 19.12.2009 | Bank BPS Muszynianka Fakro Muszyna | 3:1 (22:25, 25:21, 25:19, 25:15) | Organika Budowlani Łódź |

| 19.12.2009 | KPSK Stal Mielec | 1:3 (14:25, 19:25, 25:19, 24:26) | BKS Aluprof Bielsko-Biała |

| 19.12.2009 | Gedania Żukowo | 0:3 (17:25, 16:25, 21:25) | PTPS Piła |

| 19.12.2009 | Pronar Zeto Astwa AZS Białystok | 2:3 (23:25, 25:21, 25:19, 16:25, 13:15) | Centrostal Bydgoszcz |

| 20.12.2009 | Impel Gwardia Wrocław | 3:2 (18:25, 16:25, 25:19, 25:20, 18:16) | Enion Energia MKS Dąbrowa Górnicza |

|  |  | 11. kolejka |  |
|  |  | ----------- |  |

| 15.01.2010 | Centrostal Bydgoszcz | 3:0 (26:24, 25:16, 25:17) | Gedania Żukowo |

| 16.01.2010 | Enion Energia MKS Dąbrowa Górnicza | 3:0 (25:23, 25:21, 25:18) | Pronar Zeto Astwa AZS Białystok |

| 16.01.2010 | PTPS Piła | 3:2 (25:22, 23:25, 21:25, 25:21, 15:13) | KPSK Stal Mielec |

| 16.01.2010 | Impel Gwardia Wrocław | 1:3 (25:22, 22:25, 15:25, 20:25) | Organika Budowlani Łódź |

| 27.01.2010 | BKS Aluprof Bielsko-Biała | 3:1 (25:23, 17:25, 25:19, 25:22) | Bank BPS Muszynianka Fakro Muszyna |

|  |  | 12. kolejka |  |
|  |  | ----------- |  |

| 22.01.2010 | Pronar Zeto Astwa AZS Białystok | 3:2 (25:20, 25:22, 12:25, 27:29, 16:14) | Impel Gwardia Wrocław |

| 23.01.2010 | Gedania Żukowo | 0:3 (13:25, 16:25, 9:25) | Enion Energia MKS Dąbrowa Górnicza |

| 23.01.2010 | Bank BPS Muszynianka Fakro Muszyna | 3:0 (25:17, 25:21, 25:16) | PTPS Piła |

| 24.01.2010 | Organika Budowlani Łódź | 1:3 (16:25, 23:25, 25:19, 22:25) | BKS Aluprof Bielsko-Biała |

| 25.01.2010 | KPSK Stal Mielec | 3:0 (25:22, 25:20, 25:18) | Centrostal Bydgoszcz |

|  |  | 13. kolejka |  |
|  |  | ----------- |  |

| 30.01.2010 | Pronar Zeto Astwa AZS Białystok | 2:3 (25:13, 23:25, 22:25, 25:22, 8:15) | Organika Budowlani Łódź |

| 30.01.2010 | Centrostal Bydgoszcz | 1:3 (25:22, 18:25, 22:25, 19:25) | Bank BPS Muszynianka Fakro Muszyna |

| 31.01.2010 | Impel Gwardia Wrocław | 3:1 (25:15, 19:25, 25:21, 25:10) | Gedania Żukowo |

| 31.01.2010 | Enion Energia MKS Dąbrowa Górnicza | 3:0 (25:18, 25:19, 25:19) | KPSK Stal Mielec |

| 1.02.2010 | PTPS Piła | 1:3 (13:25, 25:22, 20:25, 13:25) | BKS Aluprof Bielsko-Biała |

|  |  | 14. kolejka |  |
|  |  | ----------- |  |

| 5.02.2010 | Bank BPS Muszynianka Fakro Muszyna | 2:3 (22:25, 25:20, 25:16, 25:27, 11:15) | Enion Energia MKS Dąbrowa Górnicza |

| 6.02.2010 | BKS Aluprof Bielsko-Biała | 3:2 (25:27, 23:25, 25:21, 25:16, 15:10) | Centrostal Bydgoszcz |

| 6.02.2010 | Impel Gwardia Wrocław | 2:3 (25:19, 21:25, 25:20, 16:25, 15:17) | KPSK Stal Mielec |

| 6.02.2010 | Gedania Żukowo | 1:3 (25:20, 15:25, 14:25, 14:25) | Pronar Zeto Astwa AZS Białystok |

| 8.02.2010 | Organika Budowlani Łódź | 3:2 (19:25, 25:23, 25:14, 25:27, 15:12) | PTPS Piła |

|  |  | 15. kolejka |  |
|  |  | ----------- |  |

| 20.02.2010 | Gedania Żukowo | 0:3 (17:25, 16:25, 25:27) | Organika Budowlani Łódź |

| 20.02.2010 | Pronar Zeto Astwa AZS Białystok | 3:0 (26:24, 25:20, 25:11) | KPSK Stal Mielec |

| 20.02.2010 | Impel Gwardia Wrocław | 0:3 (20:25, 10:25, 24:26) | Bank BPS Muszynianka Fakro Muszyna |

| 20.02.2010 | Centrostal Bydgoszcz | 1:3 (22:25, 25:15, 16:25, 16:25) | PTPS Piła |

| 21.02.2010 | Enion Energia MKS Dąbrowa Górnicza | 2:3 (27:25, 19:25, 25:13, 22:25, 16:18) | BKS Aluprof Bielsko-Biała |

|  |  | 16. kolejka |  |
|  |  | ----------- |  |

| 27.02.2010 | PTPS Piła | 3:1 (25:8, 13:25, 25:14, 25:23) | Enion Energia MKS Dąbrowa Górnicza |

| 27.02.2010 | BKS Aluprof Bielsko-Biała | 3:0 (25:12, 25:13, 25:15) | Impel Gwardia Wrocław |

| 27.02.2010 | Bank BPS Muszynianka Fakro Muszyna | 3:1 (25:27, 25:23, 25:14, 25:17) | Pronar Zeto Astwa AZS Białystok |

| 27.02.2010 | KPSK Stal Mielec | 3:1 (21:25, 25:13, 25:7, 25:20) | Gedania Żukowo |

| 1.03.2010 | Organika Budowlani Łódź | 3:0 (25:17, 25:21, 25:14) | Centrostal Bydgoszcz |

|  |  | 17. kolejka |  |
|  |  | ----------- |  |

| 28.02.2010 | Gedania Żukowo | 0:3 (12:25, 13:25, 20:25) | Bank BPS Muszynianka Fakro Muszyna |

| 6.03.2010 | Pronar Zeto Astwa AZS Białystok | 0:3 (19:25, 21:25, 14:25) | BKS Aluprof Bielsko-Biała |

| 6.03.2010 | Enion Energia MKS Dąbrowa Górnicza | 0:3 (14:25, 18:25, 21:25) | Centrostal Bydgoszcz |

| 7.03.2010 | KPSK Stal Mielec | 3:0 (25:23, 25:17, 25:23) | Organika Budowlani Łódź |

| 8.03.2010 | Impel Gwardia Wrocław | 1:3 (16:25, 25:16, 18:25, 23:25) | PTPS Piła |

|  |  | 18. kolejka |  |
|  |  | ----------- |  |

| 13.03.2010 | Organika Budowlani Łódź | 3:2 (25:17, 22:25, 25:23, 16:25, 15:12) | Enion Energia MKS Dąbrowa Górnicza |

| 13.03.2010 | PTPS Piła | 1:3 (25:21, 11:25, 18:25, 24:26) | Pronar Zeto Astwa AZS Białystok |

| 11.03.2010 | BKS Aluprof Bielsko-Biała | 3:0 (25:14, 25:21, 25:11) | Gedania Żukowo |

| 13.03.2010 | Bank BPS Muszynianka Fakro Muszyna | 3:0 (25:15, 25:21, 29:27) | KPSK Stal Mielec |

| 11.03.2010 | Centrostal Bydgoszcz | 2:3 (23:25, 22:25, 25:19, 25:22, 5:15) | Impel Gwardia Wrocław |

#### Tabela
| Lp. | Drużyna                   | Pkt | Mecze | Mecze | Mecze | Rodzaj wyniku | Rodzaj wyniku | Rodzaj wyniku | Rodzaj wyniku | Rodzaj wyniku | Rodzaj wyniku | Sety | Sety | Sety  | Małe punkty | Małe punkty | Małe punkty |
| Lp. | Drużyna                   | Pkt | M     | W     | P     | 3:0           | 3:1           | 3:2           | 2:3           | 1:3           | 0:3           | wyg. | prz. | stos. | zdob.       | str.        | stos.       |
| --- | ------------------------- | --- | ----- | ----- | ----- | ------------- | ------------- | ------------- | ------------- | ------------- | ------------- | ---- | ---- | ----- | ----------- | ----------- | ----------- |
| 1   | BKS Aluprof Bielsko-Biała | 48  | 18    | 17    | 1     | 8             | 6             | 3             | 0             | 1             | 0             | 52   | 15   | 3.47  | 1599        | 1279        | 1.25        |
| 2   | Muszynianka Muszyna       | 45  | 18    | 15    | 3     | 8             | 6             | 1             | 1             | 1             | 1             | 48   | 17   | 2.82  | 1564        | 1296        | 1.21        |
| 3   | MKS Dąbrowa Górnicza      | 32  | 18    | 10    | 8     | 6             | 2             | 2             | 4             | 1             | 3             | 39   | 30   | 1.3   | 1488        | 1423        | 1.05        |
| 4   | Organika Budowlani Łódź   | 31  | 18    | 11    | 7     | 5             | 3             | 3             | 1             | 4             | 2             | 39   | 30   | 1.3   | 1533        | 1476        | 1.04        |
| 5   | PTPS Piła                 | 26  | 18    | 8     | 10    | 3             | 4             | 1             | 3             | 6             | 1             | 36   | 36   | 1     | 1557        | 1560        | 1           |
| 6   | Pronar AZS Białystok      | 23  | 18    | 7     | 11    | 2             | 4             | 1             | 3             | 2             | 6             | 29   | 39   | 0.74  | 1444        | 1512        | 0.96        |
| 7   | Centrostal Bydgoszcz      | 22  | 18    | 7     | 11    | 4             | 1             | 2             | 3             | 4             | 4             | 31   | 38   | 0.82  | 1449        | 1515        | 0.96        |
| 8   | Gwardia Wrocław           | 22  | 18    | 7     | 11    | 1             | 2             | 4             | 5             | 4             | 2             | 35   | 43   | 0.81  | 1594        | 1685        | 0.95        |
| 9   | Stal Mielec               | 21  | 18    | 8     | 10    | 3             | 1             | 4             | 1             | 3             | 6             | 29   | 39   | 0.74  | 1454        | 1474        | 0.99        |
| 10  | Gedania Żukowo            | 0   | 18    | 0     | 18    | 0             | 0             | 0             | 0             | 3             | 15            | 3    | 54   | 0.06  | 951         | 1413        | 0.67        |

Źródło: http://wyniki.siatka.org/ligi-polskie/2008-2009/liga-siatkowki-kobiet/runda-zasadnicza/all
Punktacja: 3:0 i 3:1 – 3 pkt; 3:2 – 2 pkt; 2:3 – 1 pkt; 1:3 i 0:3 – 0 pkt
Zasady ustalania kolejności: 1. liczba punktów; 2. stosunek setów; 3. stosunek małych punktów; 4. bilans w bezpośrednich meczach
     play-off
     play-out

### Play-off

#### I runda
(do 3 zwycięstw)
| Data       | Drużyna 1             | Wynik | Drużyna 2             | Sety                              |
| ---------- | --------------------- | ----- | --------------------- | --------------------------------- |
| 2010-04-19 | Aluprof Bielsko-Biała | 3:0   | Gwardia Wrocław       | 25:19, 25:11, 25:22               |
| 2010-04-20 | Aluprof Bielsko-Biała | 3:1   | Gwardia Wrocław       | 28:26, 23:25, 25:8, 25:17         |
| 2010-04-25 | Gwardia Wrocław       | 0:3   | Aluprof Bielsko-Biała | 18:25, 17:25, 9:25                |
|            |                       |       |                       |                                   |
| 2010-04-19 | Muszynianka Muszyna   | 3:0   | Centrostal Bydgoszcz  | 25:21, 25:20, 25:19               |
| 2010-04-20 | Muszynianka Muszyna   | 3:0   | Centrostal Bydgoszcz  | 25:15, 25:16, 25:18               |
| 2010-04-24 | Centrostal Bydgoszcz  | 1:3   | Muszynianka Muszyna   | 24:26, 25:20, 20:25, 26:28        |
|            |                       |       |                       |                                   |
| 2010-04-19 | MKS Dąbrowa Górnicza  | 3:2   | AZS Białystok         | 26:24, 21:25, 25:18, 20:25, 15:13 |
| 2010-04-20 | MKS Dąbrowa Górnicza  | 3:0   | AZS Białystok         | 25:13, 25:22, 25:10               |
| 2010-04-26 | AZS Białystok         | 1:3   | MKS Dąbrowa Górnicza  | 19:25, 11:25, 25:20, 10:25        |
|            |                       |       |                       |                                   |
| 2010-04-09 | Budowlani Łódź        | 3:2   | PTPS Piła             | 25:21, 25:22, 17:25, 21:25, 15:7  |
| 2010-04-19 | Budowlani Łódź        | 3:1   | PTPS Piła             | 35:33, 25:20, 22:25, 27:25        |
| 2010-04-23 | PTPS Piła             | 0:3   | Budowlani Łódź        | 17:25, 23:25, 17:25 0:3           |

#### II runda
Mecze o miejsca 1-4

(do 3 zwycięstw)
| Data       | Drużyna 1             | Wynik | Drużyna 2             | Sety                              |
| ---------- | --------------------- | ----- | --------------------- | --------------------------------- |
| 2010-05-02 | Aluprof Bielsko-Biała | 3:0   | Budowlani Łódź        | 29:27, 25:20, 25:16               |
| 2010-05-03 | Aluprof Bielsko-Biała | 3:1   | Budowlani Łódź        | 22:25, 27:25, 25:16, 25:23        |
| 2010-05-08 | Budowlani Łódź        | 3:2   | Aluprof Bielsko-Biała | 25:19, 25:23, 26:28, 21:25, 16:14 |
| 2010-05-09 | Budowlani Łódź        | 0:3   | Aluprof Bielsko-Biała | 23:25, 22:25, 17:25               |
|            |                       |       |                       |                                   |
| 2010-04-30 | Muszynianka Muszyna   | 3:2   | MKS Dąbrowa Górnicza  | 20:25, 25:27, 31:29, 25:21, 16:14 |
| 2010-05-01 | Muszynianka Muszyna   | 1:3   | MKS Dąbrowa Górnicza  | 20:25, 25:19, 23:25, 20:25        |
| 2010-05-07 | MKS Dąbrowa Górnicza  | 3:1   | Muszynianka Muszyna   | 25:23, 25:22, 17:25, 25:15        |
| 2010-05-08 | MKS Dąbrowa Górnicza  | 1:3   | Muszynianka Muszyna   | 17:25, 25:19, 22:25, 20:25        |
| 2010-05-12 | Muszynianka Muszyna   | 3:1   | MKS Dąbrowa Górnicza  | 25:18, 25:19, 19:25, 25:13        |

Mecze o miejsca 5-8

(do 2 zwycięstw)
| Data       | Drużyna 1            | Wynik | Drużyna 2            | Sety                              |
| ---------- | -------------------- | ----- | -------------------- | --------------------------------- |
| 2010-04-30 | Gwardia Wrocław      | 0:3   | PTPS Piła            | 24:26, 18:25, 17:25               |
| 2010-05-07 | PTPS Piła            | 2:3   | Gwardia Wrocław      | 23:25, 22:25, 25:20, 27:25, 9:15  |
| 2010-05-08 | PTPS Piła            | 3:0   | Gwardia Wrocław      | 27:25, 25:19, 25:21               |
|            |                      |       |                      |                                   |
| 2010-05-01 | Centrostal Bydgoszcz | 2:3   | AZS Białystok        | 23:25, 20:25, 25:20, 25:20, 14:16 |
| 2010-05-08 | AZS Białystok        | 0:3   | Centrostal Bydgoszcz | 20:25, 19:25, 15:25               |
| 2010-05-09 | AZS Białystok        | 2:3   | Centrostal Bydgoszcz | 25:20, 25:15, 23:25, 16:25, 12:15 |

#### III runda
Mecze o 5. miejsce 

(do 2 zwycięstw)
| Data       | Drużyna 1            | Wynik | Drużyna 2            | Sety                |
| ---------- | -------------------- | ----- | -------------------- | ------------------- |
| 2010-05-18 | Centrostal Bydgoszcz | 3:0   | PTPS Piła            | 25:22, 25:16, 25:11 |
| 2010-05-22 | PTPS Piła            | 3:0   | Centrostal Bydgoszcz | 25:18, 25:21, 29:27 |
| 2010-05-23 | PTPS Piła            | 0:3   | Centrostal Bydgoszcz | 31:33, 18:25, 24:26 |

##### Mecze o 3. miejsce
(do 3 zwycięstw)
| Data       | Drużyna 1            | Wynik | Drużyna 2            | Sety                              |
| ---------- | -------------------- | ----- | -------------------- | --------------------------------- |
| 2010-05-15 | MKS Dąbrowa Górnicza | 3:2   | Budowlani Łódź       | 25:21, 25:10, 15:25, 20:25, 15:10 |
| 2010-05-16 | MKS Dąbrowa Górnicza | 2:3   | Budowlani Łódź       | 18:25, 21:25, 25:19, 25:16, 11:15 |
| 2010-05-19 | Budowlani Łódź       | 0:3   | MKS Dąbrowa Górnicza | 26:28, 16:25, 9:25                |
| 2010-05-20 | Budowlani Łódź       | 1:3   | MKS Dąbrowa Górnicza | 25:17, 23:25, 16:25, 22:25        |

##### Finał
(do 3 zwycięstw)
| Data       | Drużyna 1             | Wynik | Drużyna 2             | Sety                       |
| ---------- | --------------------- | ----- | --------------------- | -------------------------- |
| 2010-05-15 | Aluprof Bielsko-Biała | 0:3   | Muszynianka Muszyna   | 30:32, 14:25, 14:25        |
| 2010-05-16 | Aluprof Bielsko-Biała | 3:0   | Muszynianka Muszyna   | 25:23, 26:24, 25:17        |
| 2010-05-19 | Muszynianka Muszyna   | 3:1   | Aluprof Bielsko-Biała | 23:25, 25:22, 25:21, 25:23 |
| 2010-05-20 | Muszynianka Muszyna   | 1:3   | Aluprof Bielsko-Biała | 25:21, 16:25, 17:25, 21:25 |
| 2010-05-23 | Aluprof Bielsko-Biała | 3:1   | Muszynianka Muszyna   | 21:25, 25:12, 25:16, 25:22 |

### Play-out
(do 4 zwycięstw)
| Data       | Drużyna 1      | Wynik | Drużyna 2      | Sety                |
| ---------- | -------------- | ----- | -------------- | ------------------- |
| 2010-03-31 | Stal Mielec    | 3:0   | Gedania Żukowo | 25:17, 27:25, 25:19 |
| 2010-04-01 | Stal Mielec    | 3:0   | Gedania Żukowo | 25:20, 25:16, 25:19 |
| 2010-04-19 | Gedania Żukowo | 0:3   | Stal Mielec    | 15:25, 25:27, 19:25 |
| 2010-04-20 | Gedania Żukowo | 0:3   | Stal Mielec    | 22:25, 16:25, 15:25 |

### Baraż o LSK
(do 3 zwycięstw)
| Data       | Drużyna 1   | Wynik | Drużyna 2   | Sety                             |
| ---------- | ----------- | ----- | ----------- | -------------------------------- |
| 2010-05-16 | Stal Mielec | 3:2   | Trefl Sopot | 23:25, 25:20, 18:25, 25:22, 15:8 |
| 2010-05-17 | Stal Mielec | 3:2   | Trefl Sopot | 25:16, 28:26, 22:25, 23:25, 15:6 |
| 2010-05-22 | Trefl Sopot | 0:3   | Stal Mielec | 11:25, 21:25, 17:25              |

## Klasyfikacja końcowa
| Lp. | Drużyna                            |
| --- | ---------------------------------- |
| 1   | BKS Aluprof Bielsko-Biała          |
| 2   | Bank BPS Muszynianka Fakro Muszyna |
| 3   | MKS Dąbrowa Górnicza               |
| 4   | Organika Budowlani Łódź            |
| 5   | Centrostal Bydgoszcz               |
| 6   | PTPS Piła                          |
| 7   | Pronar AZS Białystok               |
| 8   | Impel Gwardia Wrocław              |
| 9   | Stal Mielec                        |
| 10  | Gedania Żukowo                     |

     Liga Mistrzyń
     Puchar CEV
     Puchar Challenge
     baraż z 2. zespołem I ligi
     spadek do I ligi

## Składy
| Numer | Nazwisko                 | Wzrost    | Pozycja      |
| ----- | ------------------------ | --------- | ------------ |
| 1     | Izabela Bełcik           | 185       | rozgrywająca |
| 2     | Mariola Zenik            | 174       | libero       |
| 3     | Anna Witczak             | 180       | przyjmująca  |
| 4     | Dorota Pykosz            | 182       | środkowa     |
| 5     | Elżbieta Skowrońska      | 183       | przyjmująca  |
| 6     | Agnieszka Bednarek-Kasza | 185       | środkowa     |
| 7     | Marta Solipiwko          | 190       | atakująca    |
| 9     | Agnieszka Śrutowska      | 178       | rozgrywająca |
| 10    | Joanna Mirek             | 186       | przyjmująca  |
| 11    | Sylwia Pycia             | 189       | środkowa     |
| 12    | Izabela Żebrowska        | 189       | atakująca    |
| 16    | Aleksandra Jagieło       | 180       | przyjmująca  |
|       | Bogdan Serwiński         | I trener  | I trener     |
|       | Ryszard Litwin           | II trener | II trener    |

| Numer | Nazwisko            | Wzrost    | Pozycja      |
| ----- | ------------------- | --------- | ------------ |
| 1     | Maja Tokarska       | 183       | środkowa     |
| 2     | Klaudia Kaczorowska | 183       | przyjmująca  |
| 3     | Gabriela Wojtowicz  | 199       | środkowa     |
| 4     | Ewa Kasprów         | 188       | rozgrywająca |
| 5     | Katarzyna Konieczna | 184       | atakująca    |
| 6     | Monika Martałek     | 187       | środkowa     |
| 7     | Ewa Matyjaszek      | 176       | rozgrywająca |
| 8     | Edyta Kucharska     | 182       | przyjmująca  |
| 9     | Daria Paszek        | 186       | przyjmująca  |
| 10    | Natalia Krawulska   | 179       | przyjmująca  |
| 11    | Marta Szczygielska  | 184       | przyjmująca  |
| 12    | Agnieszka Kosmatka  | 188       | atakująca    |
| 13    | Paulina Maj         | 166       | libero       |
|       | Wojciech Lalek      | I trener  | I trener     |
|       | Piotr Matela        | II trener | II trener    |

| Numer | Nazwisko              | Wzrost    | Pozycja      |
| ----- | --------------------- | --------- | ------------ |
| 1     | Anna Nowakowska       | 170       | rozgrywająca |
| 2     | Katarzyna Ciesielska  | 172       | libero       |
| 3     | Karolina Kosek        | 184       | przyjmująca  |
| 4     | Katarzyna Bryda       | 181       | przyjmująca  |
| 5     | Michela Teixeira      | 175       | przyjmująca  |
| 6     | Katarzyna Jóźwicka    | 187       | atakująca    |
| 7     | Julia Shelukhina      | 192       | środkowa     |
| 8     | Marta Pluta           | 183       | rozgrywająca |
| 9     | Sylwia Jasińska       | 184       | środkowa     |
| 10    | Dominika Koczorowska  | 188       | środkowa     |
| 11    | Katarzyna Jaszewska   | 181       | przyjmująca  |
| 13    | Małgorzata Niemczyk   | 178       | przyjmująca  |
| 18    | Katarzyna Zaroślińska | 187       | atakująca    |
|       | Wiesław Popik         | I trener  | I trener     |
|       | Jacek Pasiński        | II trener | II trener    |

| Numer | Nazwisko            | Wzrost    | Pozycja      |
| ----- | ------------------- | --------- | ------------ |
| 1     | Dominika Kuczyńska  | 196       | środkowa     |
| 2     | Ewa Kowalkowska     | 182       | atakujca     |
| 3     | Katarzyna Mróz      | 194       | środkowa     |
| 4     | Kinga Zielińska     | 186       | przyjmująca  |
| 5     | Patrycja Polak      | 182       | przyjmująca  |
| 6     | Alicja Leszczyńska  | 178       | rozgrywająca |
| 7     | Dominika Nowakowska | 181       | przyjmująca  |
| 8     | Agata Skiba         | 184       | przyjmująca  |
| 9     | Izabela Kasprzyk    | 182       | atakująca    |
| 10    | Joanna Kuligowska   | 180       | przyjmująca  |
| 11    | Katarzyna Wysocka   | 182       | libero       |
| 12    | Sylwia Pelc         | 189       | środkowa     |
| 13    | Monika Smák         | 173       | rozgrywająca |
|       | Piotr Makowski      | I trener  | I trener     |
|       | Rafał Gąsior        | II trener | II trener    |

| Numer | Nazwisko              | Wzrost    | Pozycja      |
| ----- | --------------------- | --------- | ------------ |
| 1     | Anna Barańska         | 178       | przyjmująca  |
| 2     | Eleonora Dziękiewicz  | 185       | środkowa     |
| 3     | Karolina Ciaszkiewicz | 183       | skrzydłowa   |
| 5     | Helena Horka          | 190       | atakująca    |
| 6     | Iwona Waligóra        | 184       | skrzydłowa   |
| 7     | Berenika Okuniewska   | 188       | środkowa     |
| 8     | Katarzyna Skorupa     | 183       | rozgrywająca |
| 9     | Agata Sawicka         | 181       | libero       |
| 10    | Jolanta Studzienna    | 185       | środkowa     |
| 11    | Anna Kaczmar          | 181       | rozgrywająca |
| 12    | Natalia Bamber        | 186       | skrzydłowa   |
| 13    | Dorota Świeniewicz    | 180       | przyjmująca  |
| 14    | Magdalena Matusiak    | 176       | skrzydłowa   |
| 15    | Paulina Dereń         | 179       | skrzydłowa   |
| 18    | Magdalena Pytel       | 182       | środkowa     |
|       | Igor Prielożny        | I trener  | I trener     |
|       | Mariusz Wiktorowicz   | II trener | II trener    |

| Numer | Nazwisko                  | Wzrost    | Pozycja      |
| ----- | ------------------------- | --------- | ------------ |
| –     | Marta Haładyn             | 179       | rozgrywająca |
| –     | Katarzyna Gajgał          | 190       | środkowa     |
| –     | Agata Karczmarzewska-Pura | 188       | przyjmująca  |
| –     | Magdalena Śliwa           | 174       | rozgrywająca |
| –     | Aleksandra Liniarska      | 188       | środkowa     |
| –     | Krystyna Tkaczewska       | 166       | libero       |
| –     | Ewelina Sieczka           | 182       | atakująca    |
| –     | Marzena Wilczyńska        | 180       | przyjmująca  |
| –     | Joanna Staniucha-Szczurek | 184       | przyjmująca  |
| –     | Katarzyna Walawender      | 178       | przyjmująca  |
| –     | Małgorzata Lis            | 185       | środkowa     |
| –     | Magdalena Sadowska        | 184       | atakująca    |
|       | Waldemar Kawka            | I trener  | I trener     |
|       | Leszek Rus                | II trener | II trener    |

| Numer | Nazwisko             | Wzrost    | Pozycja      |
| ----- | -------------------- | --------- | ------------ |
| 1     | Agnieszka Starzyk    | 177       | przyjmująca  |
| 2     | Małgorzata Właszczuk | –         | przyjmująca  |
| 3     | Małgorzata Cieśla    | 189       | atakująca    |
| 4     | Maja Batina          | –         | atakująca    |
| 5     | Joanna Szeszko       | 182       | przyjmująca  |
| 6     | Katarzyna Kalinowska | 186       | środkowa     |
| 7     | Magdalena Godos      | 181       | rozgrywająca |
| 8     | Magdalena Saad       | 168       | libero       |
| 9     | Ilona Gierak         | 182       | przyjmująca  |
| 10    | Katarzyna Wysocka    | 182       | środkowa     |
| 11    | Paulina Gajewska     | 170       | libero       |
| 12    | Elena Bernatowicz    | –         | rozgrywająca |
| 15    | Marta Wójcik         | –         | środkowa     |
| 17    | Natlia Ziemcowa      | 185       | środkowa     |
|       | Wiesław Czaja        | I trener  | I trener     |
|       | Szymon Zejer         | II trener | II trener    |

| Numer | Nazwisko                    | Wzrost    | Pozycja      |
| ----- | --------------------------- | --------- | ------------ |
| 3     | Marlena Mieszała            | 187       | środkowa     |
| 4     | Anita Chojnacka-Kwiatkowska | 183       | atakująca    |
| 5     | Magdalena Piątek            | 183       | atakująca    |
| 6     | Marta Łukaszewska           | 184       | skrzydłowa   |
| 7     | Justyna Ordak               | 174       | rozgrywająca |
| 8     | Dorota Wilk                 | 178       | rozgrywająca |
| 9     | Sylwia Wojcieska            | 193       | środkowa     |
| 10    | Dorota Ściurka              | 182       | przyjmująca  |
| 11    | Agata Wilk                  | 170       | atakująca    |
| 13    | Agata Durajczyk             | 170       | libero       |
| 16    | Iwona Niedźwiecka           | 185       | przyjmująca  |
|       | Rafał Prus                  | I trener  | I trener     |
|       | Tomasz Kamuda               | II trener | II trener    |

| Numer | Nazwisko              | Wzrost    | Pozycja      |
| ----- | --------------------- | --------- | ------------ |
| 1     | Olga Owczynnikowa     | 180       | rozgrywająca |
| 2     | Katarzyna Mroczkowska | 181       | środkowa     |
| 6     | Monika Konsek         | 184       | przyjmująca  |
| 8     | Aleksandra Krzos      | 180       | przyjmująca  |
| 9     | Marta Czerwińska      | 179       | przyjmująca  |
| 10    | Bogumiła Barańska     | 180       | przyjmująca  |
| 11    | Agnieszka Jagiełło    | 167       | libero       |
| 12    | Joanna Wołosz         | 181       | rozgrywająca |
| 13    | Aleksandra Szafraniec | 192       | środkowa     |
| 15    | Dominika Sobolska     | 191       | przyjmująca  |
| 16    | Zuzanna Efimienko     | 196       | środkowa     |
|       | Rafał Błaszczyk       | I trener  | I trener     |
|       | Robert Kupisz         | II trener | II trener    |

| Numer | Nazwisko             | Wzrost    | Pozycja               |
| ----- | -------------------- | --------- | --------------------- |
| 1     | Justyna Sachmacińska | 182       | przyjmująca/atakująca |
| 2     | Marta Szafraniak     | –         | atakująca             |
| 3     | Małgorzata Łysiak    | 180       | środkowa              |
| 4     | Natalia Kurnikowska  | 184       | atakująca             |
| 5     | Małgorzata Lizińczyk | 183       | przyjmująca           |
| 6     | Żaneta Rzepnikowska  | 172       | libero/przyjmująca    |
| 7     | Justyna Łukasik      | 186       | środkowa              |
| 8     | Aleksandra Pasznik   | 182       | rozgrywająca          |
| 9     | Aleksandra Szymańska | 186       | środkowa              |
| 11    | Paulina Szpak        | 186       | rozgrywająca          |
| 12    | Joanna Kocemba       | 182       | atakująca             |
| 13    | Daria Bąkowska       | 174       | libero                |
| 14    | Małgorzata Plebanek  | 181       | przyjmująca           |
| 15    | Małgorzata Jeromin   | 179       | rozgrywająca          |
| 16    | Zuzanna Łapin        | 187       | przyjmująca           |
| 17    | Anna Łozowska        | 182       | środkowa              |
| 18    | Marta Siwka          | 167       | libero                |
|       | Grzegorz Wróbel      | I trener  | I trener              |
|       | Paweł Kramek         | II trener | II trener             |

## Transfery
| Budowlani Organika Łódź | Budowlani Organika Łódź |
| Przychodzą | Odchodzą |
| --- | --- |
| trener Wiesław Popik (Stal Mielec) Katarzyna Zaroślińska (Stal Mielec) Dominika Koczorowska (AZS Białystok) Anna Nowakowska (Dresdner S.C. – GER) Karolina Kosek (VC Wiesbaden – GER) Katarzyna Bryda (SMS Sosnowiec) Michela Teixeira (Farmutil Piła) | Marta Wankiewicz (UKS Jedynka Aleksandrów Ł.) Agnieszka Wołoszyn (UKS Jedynka Aleksandrów Ł.) Karolina Wiśniewska (UKS Jedynka Aleksandrów Ł.) Kinga Baran (Legionovia Legionowo) |

| PTPS Piła | PTPS Piła |
| Przychodzą | Odchodzą |
| --- | --- |
| trener Wojciech Lalek (AZS AWF Poznań) Katarzyna Wellna (Gedania Żukowo) Maja Tokarska (Gedania Żukowo) Natalia Krawulska (Budowlani Toruń) Ewa Matyjaszek (MKS Dąbrowa Górnicza) Monika Martałek (SMS Sosnowiec) Daria Paszek (AZS AWF Poznań) | trener Jerzy Matlak (reprezentacja Polski) II trener Adam Grabowski (szuka klubu) Agnieszka Bednarek (Muszynianka Muszyna) Joanna Frąckowiak (Manotovana – ITA) Milena Sadurek-Mikołajczyk (Metal Galati – ROU) Alena Hendzel (Leningradka St. Petersburg – RUS) Michaela Teixeira (Budowlani Łódź) |

| Centrostal Bydgoszcz | Centrostal Bydgoszcz                                                                                     |
| Przychodzą | Odchodzą                                                                                                 |
| --- | --- |
| Patrycja Polak (SMS Sosnowiec) Sylwia Pelc (SMS Sosnowiec) Agata Skiba (zespół juniorek) Alicja Leszczyńska (AZS KSZO Ostrowiec Św.) | Tatiana Hardzejewa (szuka klubu) Monika Naczk (Trefl Gdynia) Justyna Łunkiewicz (AZS KSZO Ostrowiec Św.) |

| Aluprof Bielsko-Biała                     | Aluprof Bielsko-Biała                   |
| Przychodzą                                | Odchodzą                                |
| ----------------------------------------- | --------------------------------------- |
| Dorota Świeniewicz (Tena Santeramo – ITA) | Katarzyna Gajgał (MKS Dąbrowa Górnicza) |

| Muszynianka Muszyna | Muszynianka Muszyna |
| Przychodzą | Odchodzą |
| --- | --- |
| Agnieszka Bednarek (Farmutil Piła) Elżbieta Skowrońska (Gedania Żukowo) Izabela Żebrowska (AZS Białystok) Anna Woźniakowska (Calisia Kalisz) Marta Solipiwko (VK Doprastaw Bratysława) | Ivana Plchotova (Tomis Constanta – ROU) Joanna Kaczor (River Volley Piacenza – ITA) Kamila Frątczak (urlop) Milena Rosner (urlop) Monika Targosz (szuka klubu) |

| Impel Gwardia Wrocław | Impel Gwardia Wrocław |
| Przychodzą | Odchodzą |
| --- | --- |
| Dominika Sobolska (Belgia) Joanna Wołosz (SMS Sosnowiec) Monika Konsek (Sokół Chorzów) Olga Owczynnikowa (AZS AWF Poznań) | Małgorzata Kupisz (urlop macierzyński) Agnieszka Starzyk (AZS Białystok) Aleksandra Kruk (Trefl Gdynia) Wioletta Szkudlarek (szuka klubu) Ewa Wajda (szuka klubu) Marta Haładyn (MKS Dąbrowa Górnicza) |

| Gedania Żukowo | Gedania Żukowo |
| Przychodzą | Odchodzą |
| --- | --- |
| Marta Siwka (Piast Szczecin) Małgorzata Plebanek (Alemannia Aachen – GER) Małgorzata Lizińczyk (MOS Wola) Marta Szafraniak (Orkan Września) | Elżbieta Skowrońska (Muszynianka Muszyna) Katarzyna Wellna (Farmutil Piła) Natalia Nuszel (Trefl Gdynia) Tamara Kaliszuk (Trefl Gdynia) Maja Tokarska (Farmutil Piła) Natalia Ziemcowa (AZS Białystok) Jana Sawoczkina (szuka klubu) Agata Durajczyk (Stal Mielec) |

| Stal Mielec | Stal Mielec |
| Przychodzą | Odchodzą |
| --- | --- |
| trener Rafał Prus (AZS Białystok) II trener Tomasz Kamuda (Budowlani Łódź) Dorota Wilk (powrót z Szóstki Biłgoraj) Sylwia Wojcieska (Calisia Kalisz) Agata Durajczyk (Gedania Żukowo) Magdalena Piątek (Wisła Kraków) Anita Chojnacka (Calisia Kalisz) Marlena Mieszała (AZS Białystok) | trener Wiesław Popik (Budowlani Łódź) Katarzyna Zaroślińska (Budowlani Łódź) Karolina Olczyk (Jedynka Aleksandrów Ł.) Ewelina Dązbłaż (szuka klubu) Małgorzata Skorupa (szuka klubu) Anna Związek (AZS KSZO Ostrowiec Św.) Paulina Dutkiewicz (KS Murowana Goślina) |

| AZS Pronar Białystok | AZS Pronar Białystok |
| Przychodzą | Odchodzą |
| --- | --- |
| trener Wiesław Czaja (szuka klubu) Katarzyna Wysocka (MKS Dąbrowa Górnicza) Małgorzata Cieśla (MKS Dąbrowa Górnicza) Magdalena Godos (Calisia Kalisz) Agnieszka Starzyk (Gwardia Wrocław) (Muszynianka Muszyna) Jelena Bernatowicz (BLR) Paulina Gajewska (AZS AWF Warszawa) Maja Batina (OK Kastela DC – CRO) Natalia Ziemcowa (Gedania Żukowo) | trener Dariusz Luks (szuka klubu) II trener Rafal Prus (Stal Mielec) Agata Karczmarzewska-Pura (MKS Dąbrowa-Górnicza) Marlena Mieszała (Stal Mielec) Izabela Żebrowska (Muszynianka Muszyna) Dominika Koczorowska (Budowlani Łódź) Anna Manikowska (szuka klubu) Katarzyna Walawender (MKS Dąbrowa Górnicza) |

| MKS Dąbrowa Górnicza | MKS Dąbrowa Górnicza                                                                               |
| Przychodzą | Odchodzą                                                                                           |
| --- | -------------------------------------------------------------------------------------------------- |
| Katarzyna Gajgał (Aluprof Bielsko-Biała) Katarzyna Walawender (AZS Białystok) Marta Haładyn (Gwardia Wrocław) Agata Karczmarzewska-Pura (AZS Białystok) | Katarzyna Wysocka (AZS Białystok) Ewa Matyjaszek (Farmutil Piła) Małgorzata Cieśla (AZS Białystok) |